# Nari Gunung Dua
Nari Gunung Dua is een bestuurslaag in het regentschap Karo van de provincie Noord-Sumatra, Indonesië. Nari Gunung Dua telt 677 inwoners (volkstelling 2010).